# Catarman (Northern Samar)
Catarman ist eine philippinische Stadtgemeinde in der Provinz Northern Samar. Sie hat 94.037 Einwohner (Zensus 1. August 2015). Catarman ist Sitz der Provinzregierung der Provinz Northern Samar.

## Baranggays
Catarman ist politisch unterteilt in 55 Baranggays.
| - Aguinaldo - Airport Village - Baybay - Bocsol - Cabayhan - Cag-abaca - Cal-igang - Cawayan - Cervantes - Cularima - Daganas - Galutan - General Malvar - Guba - Gebalagnan (Hibalagnan) - Gebulwangan - Doña Pulqueria (Himbang) - Hinatad - Imelda (Elimbo) | - Libert - Libjo (Binog) - Mabini - Macagtas - Mckinley - New Rizal - Old Rizal - Paticua - Polangi - Quezon - Salvacion - San Julian - Somoge - Tinowaran - Trangue - Washington - UEP I - UEP II | - UEP III - Acacia (Pob.) - Talisay (Pob.) - Molave (Pob.) - Yakal (Pob.) - Ipil-ipil (Pob.) - Jose Abad Santos (Pob.) - Kasoy (Pob.) - Lapu-lapu (Pob.) - Santol (Pob.) - Narra (Pob.) - Calachuchi (Pob.) - Sampaguita (Pob.) - Mabolo (Pob.) - Jose P. Rizal (Pob.) - Bangkerohan - Dalakit (Pob.) - San Pascual |

## Bildung
Catarman ist Sitz der University of Eastern Philippines (UEP). Mit 30.000 Studenten ist sie die größte Universität des Bezirks Eastern Visayas. Die UEP ist auf insgesamt drei Standorte verteilt. Neben dem Hauptcampus in Catarman bestehen Niederlassungen in Laoang und Catubig.